# 杨朔

杨朔（1913年4月28日—1968年8月3日），原名杨毓晋，字莹叔，山东蓬莱人，中国作家。

## 生平
杨朔的父亲杨清泉是清末秀才，杨朔幼承家教。1927年到哈尔滨，在太古洋行作小职员，业余学习英语，并跟随李仲都，学习中国古典诗文，曾在《国际协报》、《五日画报》上发表过旧体诗。1937年初，杨朔离开哈尔滨赴上海太古洋行工作，其间集资筹办北雁出版社。同年9月前往武汉，与友人合资筹办文艺刊物《自由中国》和《光明周刊．战时号外》副刊，意在唤起民众。同年末，赴延安。
1938年春，前往山西抗战前线，而后辗转到广州。1939年参加中华全国文艺界抗敌协会组织的作家战地访问团，前往华北各抗日根据地，随军写作，中篇小说《帕米尔高原的流脉》是杨朔这一时期的代表作。
1942年７月，杨朔到达延安，参加了延安文艺界协会，而后进入中央党校学习。期间先后发表了《月黑夜》、《大旗》、《霜天》、《麦子黄时》等短篇小说。1945年加入中国共产党。是年冬，前往宣化龙烟铁矿体验生活，创作了反映矿工斗争与生活的中篇小说《红石山》。
1946年秋，杨朔以随军记者身份，参加了平津等战役，期间写了不少通讯报道和短篇小说，创作了中篇小说《北线》。

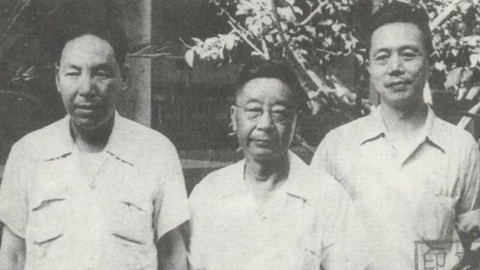
趙樹理、老舍、楊朔（右一）1957年合影

1949年，中华人民共和国成立后，杨朔任中华全国总工会文艺部长。《北黑线》和《锦绣山河》1950年12月，以随军记者身份前往朝鲜战场，创作了长篇小说《三千里江山》，获朝鲜人民民主主义共和国颁发的二级国旗勋章。1954年，进入中国作家协会，而后进行旅行采访，发表了《西北旅途散记》《石油城》等散文、通讯。1956年，在亚非组织中任各种领导职务，忙于外事活动，同时创作了反映亚非国家风貌的散文作品，结集为《亚洲日出》、《东风第一枝》、《生命泉》等。杨朔当选为第三、第四届全国政协委员。1959年，杨朔回到老家蓬莱访问，写下了《蓬莱仙境》、《海市》等散文。
文革开始后，杨朔被中国作协的造反派列为重点批斗对象。1968年７月底，杨朔要求上书毛泽东、要求与单位领导谈话，均遭拒绝。最后由于不堪折磨，绝望中杨朔于1968年8月3日服大剂量安眠药自杀。
在文革结束后不久，杨朔被平反。

## 著作出版
- 1978年，《杨朔散文选》，再版《三千里江山》，人民出版社出版
- 1979年，《杨朔短篇小说集》

## 评价
由于《荔枝蜜》、《雪浪花》、《茶花赋》等散文被选入文革前和文革后的中学语文教科书中，所以大陆的中国人，对杨朔都不陌生。对于杨朔的这几篇作品，以往常常作细读，乃至要求背诵。现在已经有人提出异议，因为这几篇作品，发表的时间正是共产党执政期间的三年大饥荒时期，杨朔所写的大好形势的真实性，让人怀疑。
对于杨朔散文的形式，有人认为是"单调散文"，常常是"见景—入境—抒情—升华—点题"的套路。